# Дьюла Алвікс
Дьюла Алвікс (угор. Gyula Alvics; 12 січня 1960, Сігетвар) — угорський боксер, призер чемпіонатів Європи.

## Аматорська кар'єра
На чемпіонаті Європи 1981 програв у першому бою Іону Чернат (Румунія) — 1-4.
На чемпіонаті світу 1982 в першому бою переміг Іона Черната, а в другому програв Юргену Фанґгенелу (НДР) — 0-5.
На чемпіонаті Європи 1983 завоював срібну медаль.
- В 1/8 фіналу переміг Вернера Кохерта (НДР) — 4-1
- У чвертьфіналі переміг Ральфа Роккіджані (ФРН) — 5-0
- У півфіналі переміг Гжегожа Скшеча (Польща) — 5-0
- У фіналі програв Олександру Ягубкіну (СРСР) — 0-5

На Кубку світу 1983 програв у першому бою Анджело Мусоне (Італія).
1984 року завоював срібну медаль на альтернативних Олімпіаді 1984 змаганнях Дружба-84, здобувши перемогу над Деяном Кириловим (Болгарія) і програвши у фіналі Ерменегільдо Баезу (Куба) — 2-3.
На чемпіонаті Європи 1985 завоював срібну медаль.
- У чвертьфіналі переміг Хосе Ортегу (Іспанія) — RSCH 2
- У півфіналі переміг Арнольда Вандерліде (Нідерланди) — RSC 3
- У фіналі програв Олександру Ягубкіну (СРСР) — 0-5

На чемпіонаті світу 1986 програв у першому бою Феліксу Савон (Куба) — 0-5.
На чемпіонаті Європи 1987 програв у першому бою Свілену Русінову (Болгарія) — 2-3.
На Олімпійських іграх 1988 переміг Хосе Ортегу (Іспанія) і Тома Глесбі (Канада), а у чвертьфіналі програв Арнольду Вандерліде (Нідерланди) — 0-5.